# بازدید گروه موسیقی
بازدید گروه موسیقی (به عبری: ביקור התזמורת) نام فیلم درام اسرائیلی است که در سال ۲۰۰۷ به کارگردانی اران کولیرین ساخته شد.
ارکستر پلیسِ اسکندریه برای اجرایی از مصر به اسرائیل می‌رود و به‌خاطر این‌که اعضای گروه نمی‌توانند «پ» را تلفظ کنند، به‌اشتباه به جای شهر پتخ تیکوا به «بت هتیکوا»، شهری خیالی، می‌روند.